# Engineering Division XCO-6
El Engineering Division XCO-6 fue un biplano de observación biplaza estadounidense diseñado por la División de Ingeniería (Engineering Division) del Ejército de los Estados Unidos; solo se construyeron dos ejemplares y el modelo no entró en producción.

## Diseño y desarrollo
Fueron construidos dos prototipos del XCO-6, propulsados por un motor invertido Liberty V-1410 refrigerado por aire de 313 kW (420 hp). Al parecer, las prestaciones y las cualidades de vuelo eran excelentes, pero el ala arriostrada por cable y de doble bahía dificultaba el mantenimiento.
Uno fue probado en McCook Field y posteriormente modificado, pero no se construyeron más ejemplares. Al ejemplar probado se le asignó la matrícula AS.23-1236, y la de Proyecto P-360.

## Variantes
XCO-6
Prototipo de biplano de observación biplaza monomotor, dos construidos.
XCO-6A
Variante propuesta con los depósitos principales de combustible recolocados en el ala superior, no construida.
XCO-6B
Un XCO-6 modificado con un cambio de motor a un Liberty 12A de 324 kW (435 hp).
XCO-6C
XCO-6B modificado con una hélice mayor y cambios en el tren de aterrizaje.

## Operadores
Estados Unidos
- Servicio Aéreo del Ejército de los Estados Unidos

## Especificaciones (XCO-6)
Referencia datos: Eckland

### Características generales
- Tripulación: Dos
- Longitud: 9 m (29,7 ft)
- Envergadura: 14,6 m (48 ft)
- Altura: 3 m (9,7 ft)
- Superficie alar: 44,7 m² (481,4 ft²)
- Peso cargado: 2089,7 kg (4605,7 lb)
- Planta motriz: 1× motor lineal V-12 refrigerado por agua Liberty V-1410.
  - Potencia: 420 kW (579 HP; 571 CV)

### Rendimiento
- Velocidad máxima operativa (Vno): 104 km/h (65 MPH; 56 kt) al nivel del mar
- Velocidad de entrada en pérdida (Vs): 99,8 km/h (62 MPH; 54 kt)
- Carga alar: 9,58 lb/pie2

### Armamento
- Ametralladoras: 

  - 3 de 7,62 mm

## Aeronaves relacionadas

### Secuencias de designación
- Secuencia CO-_ (Aviones de Observación de Cuerpo del USAAS, 1922-24): ← CO-3 - CO-4 - CO-5 - CO-6 - CO-7 - CO-8